# 雷焦艾米利亞省
雷焦艾米利亞省（Provincia di Reggio Emilia）是意大利艾米利亞-羅馬涅大区的一個省。面積2,293平方公里，2005年人口487,003人。首府雷焦艾米利亞。
下分45市鎮。